# John Rutledge
John Rutledge (17 de septiembre de 1739 - 23 de julio de 1800) fue un jurista estadounidense, juez asociado del Tribunal Supremo de los Estados Unidos y también su segundo presidente. Además, fue el primer gobernador de Carolina del Sur después de la declaración de independencia.
Nacido en Charleston, Carolina del Sur, Rutledge inició una carrera jurídica después de estudiar en Middle Temple en la City de Londres. Fue el hermano mayor de Edward Rutledge, signatario de la Declaración de Independencia. Rutledge ejerció como delegado en el Congreso de la Ley del Timbre, que protestó contra los impuestos establecidos para las Trece Colonias por el Parlamento de Gran Bretaña. También fue delegado en el Congreso Continental antes de ser elegido gobernador de Carolina del Sur. Sirvió como gobernador durante gran parte de la Guerra de Independencia de los Estados Unidos.
Después de regresar brevemente al Congreso, Rutledge fue nombrado para el Tribunal de Cancillería de Carolina del Sur. Fue delegado de la Convención de Filadelfia de 1787, que redactó la Constitución de Estados Unidos. Durante la convención, se desempeñó como presidente de la Comisión de Detalle, que elaboró el primer borrador completo de la constitución. Al año siguiente también participó en la convención de Carolina del Sur para ratificar la constitución.
En 1789, el presidente George Washington nombró a Rutledge uno de los jueces asociados inaugurales del Tribunal Supremo de Estados Unidos. Rutledge dejó el mismo en 1791 para convertirse en presidente del Tribunal de Súplicas y Sesiones Comunes de Carolina del Sur. Regresó al Tribunal Supremo, esta vez como presidente, tras la renuncia de John Jay en junio de 1795. Como la vacante se produjo durante un largo receso del Senado, Washington nombró a Rutledge como el nuevo presidente del Tribunal Supremo mediante un nombramiento de receso. Cuando el Senado volvió a reunirse en diciembre de 1795, rechazó la nominación de Rutledge por 14 votos frente a 10. Rutledge renunció a su cargo poco después y se retiró de la vida pública hasta su muerte en 1800. Tiene el récord de permanencia en el cargo más corto de todos los presidentes del tribunal. Su candidatura fue la primera en ser rechazada por el Senado y sigue siendo el único juez "designado en receso" que no ha sido confirmado posteriormente por el Senado.